# Krafts torg

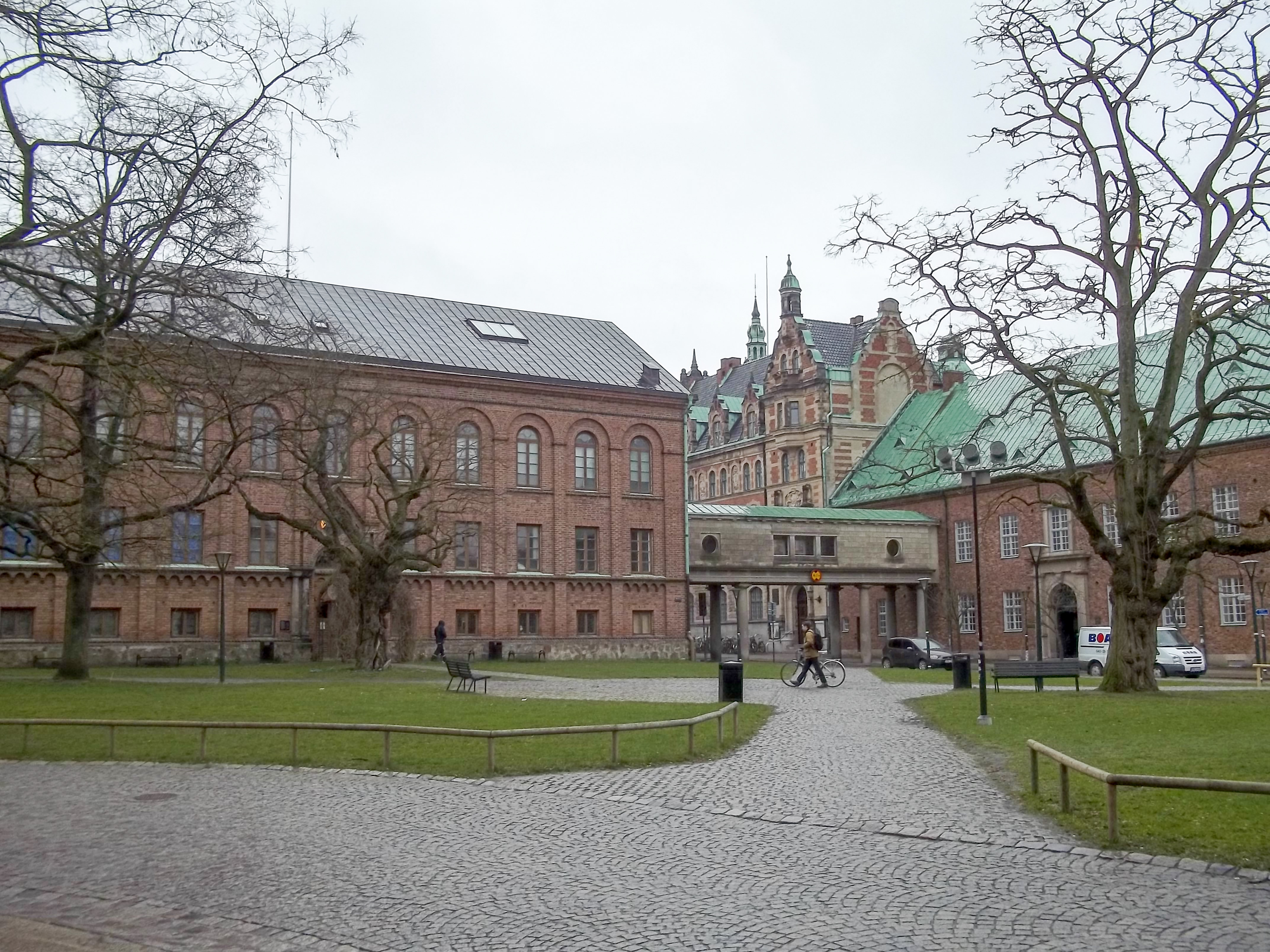
Krafts torg med Historiska museet.

Krafts torg är en plats i centrala Lund. Platsen ligger sydöst om Lundagård med Historiska museet i norr, domkyrkan och Liberiet i väster och domkapitlet i öster. Ledet "kraft" i namnet är en förvanskad form av "krypta" och syftar på domkyrkans krypta som vetter mot platsen. Torget har givit namn till en av centrala Lunds gamla rotar: Krafts rote.
Under medeltiden fungerade Krafts torg som kyrkogård. I senare tid låg en av staden Lunds viktigaste offentliga brunnar här. Här förekom även en del kommers då torget var en mötespunkt för bönderna kom från nordost in till staden.
Mitt på platsen finns det offentliga konstverket Intighet som placerats där av av Uarda-akademien.

## Bildgalleri

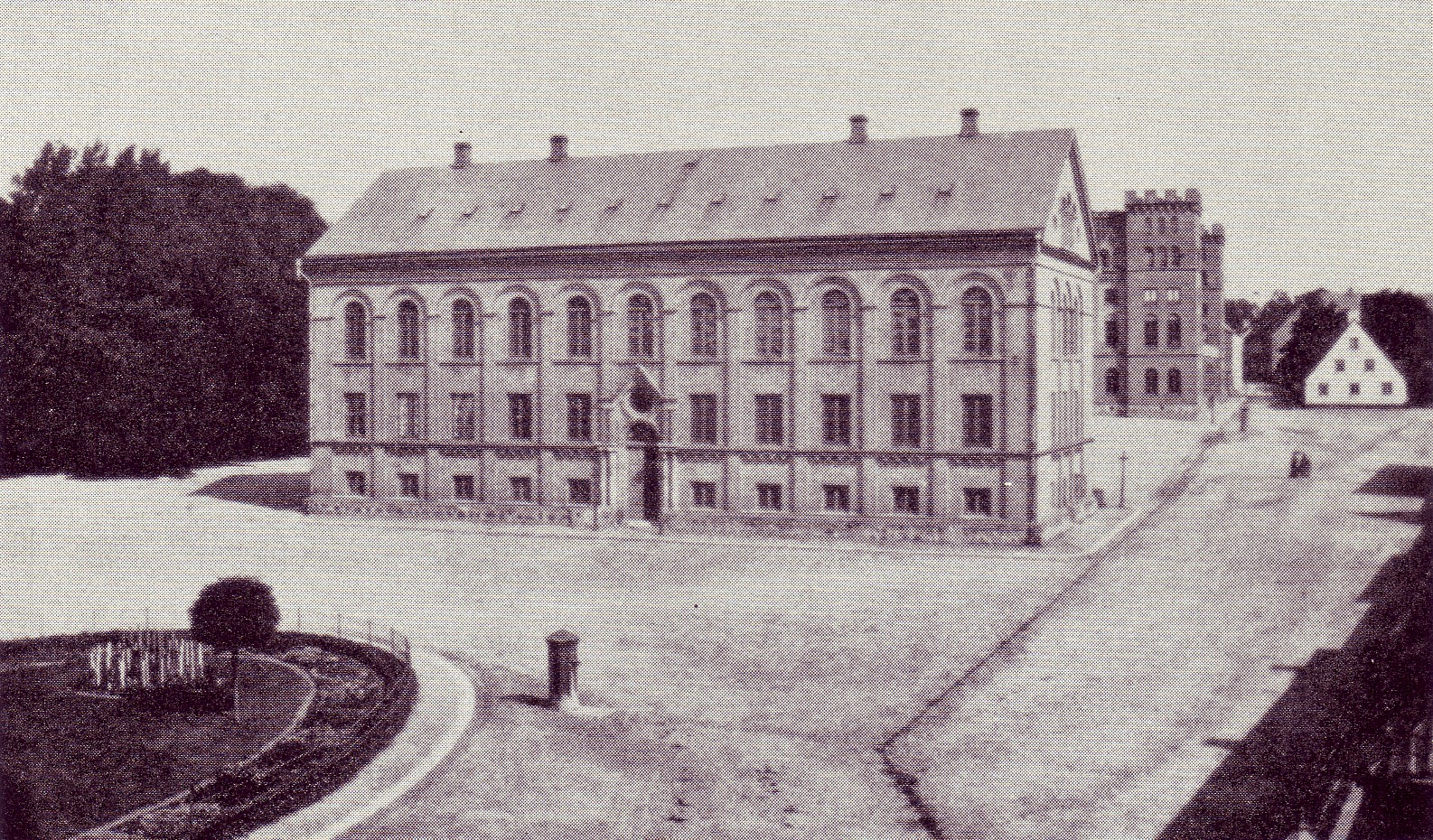
Lunds universitets historiska museums byggnad under 1800-talet Foto:B.A. Lindgren
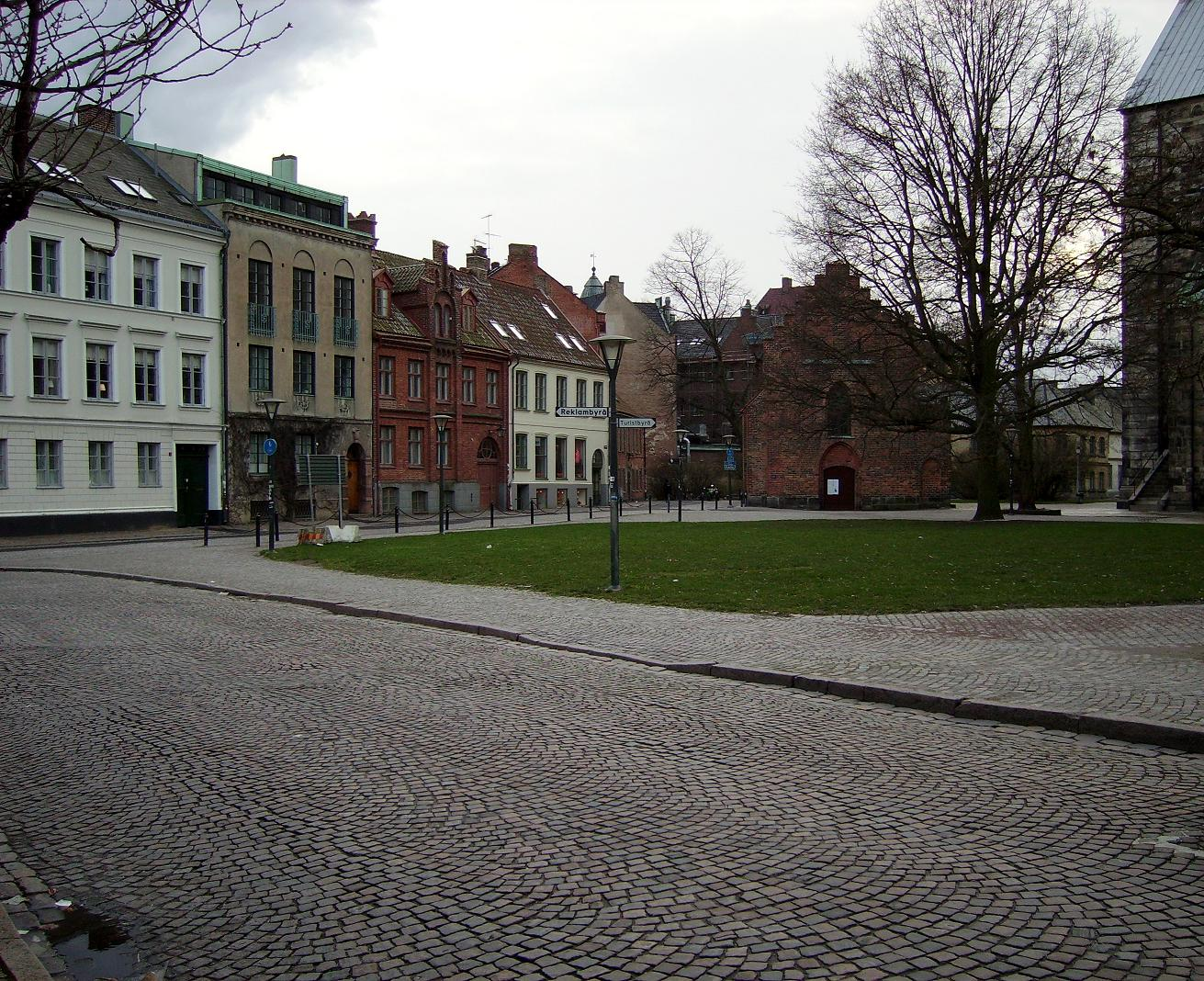
Södra sidan av Krafts torg mot Kungsgatan